# Krzanowski
Krzanowski – polski herb szlachecki, odmiana herbu Lubicz.

## Opis herbu
Opis zgodnie z klasycznymi regułami blazonowania:
W polu błękitnym (dawniej także czerwonym) podkowa srebrna z krzyżem kawalerskim złotym zaćwieczonym na barku i takim samym krzyżem w środku. Klejnot: lew złoty (dawniej także srebrny) wspięty trzymający miecz. Labry w kolorze tarczy podbite srebrem (w wersji czerwonej, podbite złotem). Kolor czerwony w herbie był prawdopodobnie użyty przez jedną gałąź dla odróżnienia się od drugiej.

## Najwcześniejsze wzmianki
Prawdopodobnie pochodzenia kresowego. Kilka gałęzi zrezygnowało na przestrzeni wieków z odmiany herbowej na rzecz oryginalnej formy, tj. Lubicz. Jedna gałąź, żyjąca okresowo we Francji, przybrała formę nazwiska Krzanowski de Lubicz, rezygnując tym samym z odmiany herbowej. Władysław Krzanowski, urzędnik Cesarsko-Królewskiej Kolei Państwowej, używał okresowo formy von Krzanowski. Jest wielce prawdopodobne, że wszyscy Krzanowscy powrócili do formy podstawowej herbu.

## Herbowni
Krzanowski, von Krzanowski, Kszanowski (modyfikacja Krzanowski).

## Podobne nazwiska
Chrzanowski, Krzonowski, Krząnowski.